# Roger I Trencavel
Roger I Trencavel (overleden: 1150) was burggraaf van Albi, Carcassonne en Rázes. Hij verkreeg die titel na de dood zijn vader Bernard Ato IV Trencavel in 1130. Gedurende zijn regering was Roger een grote weldoener aan de Orde van de Tempeliers in Aquitanië. Hij wilde in 1147 deelnemen aan de Tweede Kruistocht, maar door politieke problemen in zijn graafschap kwam het daar niet van. In 1150 overleed hij en werd hij door zijn broer Raymond opgevolgd, omdat Roger zelf kinderloos was.